# Sore Mihalache
Sorina Cătălina Mihalache (* 3. November 1989 in Bukarest; auch bekannt unter Sore Mihalache oder ihrem Kürzel Sore) ist eine rumänische Schauspielerin, Tänzerin, Dance- und Pop-Sängerin und seit 2011 Mitglied der Lala Band.

## Leben

### 1989 bis 2002
Sorina Cătălina Mihalache wurde 1989 in Bukarest geboren und wuchs dort auf. 
Bereits im Alter von elf Jahren gründete  sie mit anderen Freunden die Band Dolly, mit der sie zusammen Songs aufnahm und einstudierte, wie z. B. In Weeknd, Hey, Tarzan, Tarzan und Dear Johnny.
2002 wurde die Band aufgelöst.

### 2006 bis 2011
Im Jahr 2006 nahm Mihalache an der Show "Illustrious - My Band, by Marius Moga & Cătălin Măruță" teil und lernte dort das rumänische Songwriter-Trio Play & Win kennen.
Als "Crazy & Win" veröffentlichten sie zusammen 2009 den Song Beautiful Lover, der kurz darauf bekannt wurde. Nach abermaliger Auflösung sang und veröffentlichte Mihalache gemeinsam mit den Mitgliedern der Musikband Sistem Coverversionen bis Mihalaches dritten Ausstieges. 
Im selben Jahr erhielt sie einen Vertrag vom Musiklabel MediaPro Music und veröffentlichte ihre erste 
Single Love is Music, die jedoch keine Chartplatzierung erreichen konnte.

### Seit 2011: Pariu cu viața, O nouă viață und Lala Band
2011 stieg sie bei der Band Lala Band ein und war bereits das fünfte Mitglied.
Mitte September desselben Jahres trat Mihalache in der Fernsehserie Pariu cu viața auf und verkörperte darin Sara Năstase. Am Set der Show lernte sie später Raphael Tudor kennen, der ebenfalls in der Serie auftritt und mit dem sie kurzzeitig eine Beziehung führte.
Im darauf folgenden Jahr erschien Mihalaches zweite Single Different, die kurz darauf ein Hit wurde und Platz fünf in rumänischen Singlecharts erreichte. 2016 hatte der Song bereits über 2 Millionen Klicks auf YouTube.
2013 veröffentlichte sie zusammen mit Mihai Ristea den Song Beautiful Life, der den zwanzigsten Platz der Românian Airplay Top 100 einnehmen konnte und von rumänischen Radiosendern noch heute gern gespielt wird.
Nach ihrem Bandbeitritt 2011 veranstaltete Mihalache zusammen mit ihren Bandkollegen einige verschiedene
nationale Tourneen, wie z. B. Like Life, Lala Happy X-mas und die 2013 unternommene Tournee Lala Love Tour.
2016 wurde sie Mutter einer Tochter.

## Diskografie
Singles
- 2009: Beautiful Lover (feat. Crazy & Win)
- 2011: Love is Music
- 2012: Different
- 2013: Beautiful Life (feat. Mihai Ristea)
- 2013: Boy, Boy (feat. Alex Valea)
- 2013: Bad Boy is back (feat. Dorian Popa)
- 2014: Dor să-ți fie dor
- 2014: Inima
- 2014: Persoana mea (feat. Trada)
- 2014: Noapte caldă (feat. Bere Gratis)
- 2015: Magnet de frigider
- 2015: Umbrela mea de soare
- 2015: Latin Love (feat. Lil`Eddie)
- 2015: I got my mind of you (feat. Electric Fence)
- 2015: Când vremea e rea
- 2016: Adu-mi aminte să uit (feat. Liviu Teodorescu)
- 2016: Imi dai palpitații
- 2016: Woman
- 2017: Ce mai vrei? (feat. Feli Donose)
- 2017: Ultima lacrimă

## Auszeichnungen und Nominierungen
Romanian Music Awards Nominiert
- 2012: in der Kategorie „Best Pop“ für Love is Music
- 2012: in der Kategorie „Best New Act“ für Love is Music